# Yuichi Yoda
Yuichi Yoda (要田 勇一 Yoda Yuichi?), född 25 juni 1977 i Hyōgo prefektur, är en japansk före detta fotbollsspelare.
Yoda började sin karriär 1996 i Vissel Kobe. Efter Vissel Kobe spelade han för Yokohama FC, Shizuoka FC, Central Kobe, Fernando la Mora, JEF United Chiba och AC Nagano Parceiro. Han avslutade karriären 2010.